# Yvan Voice
Pour les articles homonymes, voir Voice.
Yvan Birna dit Yvan Voice est un chanteur, auteur-compositeur français de zouk, originaire de la Guadeloupe.

## Biographie
Chanteur de zouk, il est aussi président et membre fondateur de l'Association de recherche sur la culture et l'histoire pour l'identité et la vérité des enseignements.
Bassiste, il est d'abord chanteur dans un groupe nommé Transat et de 1983 à 1989, se produit dans des night-clubs branchés de Paris. Il forme un trio et sa fait un nom sur la scène zouk antillaise. Il apparait dans de nombreuses compilations de zouk.

## Album
- 1997 : Des…Espérance
- 2002 : On nous doit la vérité, Section Zouk[3]
- 2017 : Révélation, Sony/ATV Music